# ラファエル・ヴァラン
ラファエル・ヴァラン（Raphaël Varane、1993年4月25日 - ）は、フランス・リール出身の元サッカー選手。元フランス代表。現役時代のポジションはDF。
RCランスの下部組織出身で、2010年11月7日のモンペリエHSC戦でトップチームデビューした。エリック・アサドゥリアン監督はヴァランを「本当のトップクラスの選手」であり「技術力も戦術理解力も申し分ない」と表現している。2011年、18歳でレアル・マドリードに加入すると、10シーズンで3度のラ・リーガ制覇や4度のUEFAチャンピオンズリーグ優勝を経験。2021年夏、プレミアリーグのマンチェスター・ユナイテッドFCに移籍した。
25歳であった2018年の時点で「優勝請負人」の名誉を手に入れた名プレイヤー。彼の獲得に携わったジネディーヌ・ジダンは、現役時代の同僚であったローラン・ブランの後継者と語り、フェルナンド・イエロとも比較されるなど大きな期待を受けた。ヴァラン自身は最良のお手本として、リリアン・テュラムの名前を挙げている。

## クラブ経歴

### プロデビュー前
父親はカリブ海マルティニークのLe Morne-Rougeにルーツを持ち、母親もマルティニークにルーツを持つ。1993年4月25日、リールに生まれ、7歳の時に地元リール郡にあるASエレムでサッカーを始めた。2シーズンをASエレムで過ごした後、地元の強豪リールからも興味を持たれていたが、2002年7月にLOSCリール・メトロポールのライバルのRCランスの下部組織に加わった。また、ガエル・カクタやティモテー・コロジエチャクなど、ノール＝パ・ド・カレー地域圏出身者だけで構成された同年代の逸材たちとともに、リエヴァンにあるCentre de Préformation de Footballという練習施設で練習に励んだ。平日はこの施設で、休日はRCランスの下部組織でプレーしていたが、2年後に完全にRCランスでプレーするようになると、下部組織の各カテゴリーを速足で駆け上がっていった。
2008-09シーズンはトルガン・アザールやジョフレイ・コンドグビアとともにU-16チームでプレーし、この世代の全国リーグ(Championnat National des 16 ans)で優勝した。2009-10シーズンはU-19チームに昇格し、主に2歳年上の選手たちに交じってプレーした。2010-11シーズン開幕前にRCランスとプロ契約を結ぶと、続いてフランスアマチュア選手権（4部）に属するリザーブチームに昇格し、JAドランシ(JA Drancy)とのシーズン開幕戦(2-0)でリザーブチームデビューした。その後は9試合連続で先発出場し、その間は1敗しかしていない。

### RCランス
2010年10月末、ジャン＝ギー・ヴァレム(Jean-Guy Wallemme)監督によってトップチームの練習に招集され、週末の11月6日に行われたモンペリエHSC戦(2-0)では負傷中のアラディン・ヤイアに代わって驚きの先発出場を果たした。この試合にフル出場し、それまでのシーズンに2度しか達成していない完封で勝利を収めた。試合後にはキャプテンのアディル・エルマシュ、コンビを組んだエリック・シェル、ストライカーのダヴィド・ポジェなどのチームメイトからプレーぶりを称賛され、地元メディアやヴァレム監督からも賛辞を受けた。モンペリエHSC戦後はオリンピック・マルセイユ、オリンピック・リヨンの強豪と連戦したため、他の若手選手たちとともにベンチを温めたが、11月30日のスタッド・ブレスト29戦(4-1)では先発メンバーに復帰した。この試合後にヴァレム監督は解任されたが、ヴァランはラースロー・ベレニ新監督の下でも先発メンバーに定着した。12月にはセンターバックのポジションを争うシェルとヤイアが復帰したため、FCジロンダン・ボルドー戦では守備的ミッドフィールダーとして出場した。この試合では3人目のセンターバックのようなポジションでプレーし、84分にはヨアン・グルキュフの近距離からのシュートをブロックして2-1のリードを保ったが、終盤に失点を喫して2-2の引き分けに終わった。
2011年1月には背番号14番が与えられた。様々なクラブがヴァランの獲得に興味を示し、これらのクラブからの関心を鎮めるために、2月3日にはRCランスとの契約を2015年まで2年間延長した。5月8日のSMカーン戦(1-1)でプロ初得点を挙げ、その翌節のASモナコ戦(1-1)では同点弾を決めた。これらの価値ある得点を決めたにもかかわらず、RCランスは下位に低迷し、リーグ・ドゥ（2部）降格が決まった。5月21日のACアルル・アヴィニョン戦(0-1)ではゲームキャプテンを務めた。

### レアル・マドリード
2011年6月22日、RCランスのジェルヴェ・マルテル会長はクラブミーティングで、ヴァランがスペインのレアル・マドリードに移籍すると明言し、「彼はジョゼ・モウリーニョ監督が率いるレアル・マドリードの一員としてプレーするだろう」と述べた。ヴァランは契約に先立ってレアル・マドリードのクラブオフィスを訪れ、同じフランス人でアドバイザーを務めるジネディーヌ・ジダンと対面した。メディカルチェックを受けた後の6月27日、レアル・マドリードは公式にヴァランの獲得を発表した。彼は6年契約を結び、移籍金は約1000万ユーロとされている。
ヴァランは背番号19番を背負い、開幕前に行われたプレシーズンマッチのロサンゼルス・ギャラクシー戦の後半開始時にデビュー。その4日後のCDグアダラハラ戦ではスターティングメンバーに名を連ね、フル出場した。リーガ第5節ラシン・サンタンデール戦で公式戦デビューし、リカルド・カルヴァーリョと共にセンターバックで出場して無失点に抑えた。3日後のラーヨ・バジェカーノ戦では、メスト・エジルのコーナーキックからアクロバティックなゴールを決め、移籍後初ゴールを記録した。
2012-13シーズンには背番号が2番へと変更になった。コパ・デル・レイ準決勝1stレグで行われたFCバルセロナ戦では、メスト・エジルのクロスから同点弾となるゴールを決めた。また、UEFAチャンピオンズリーグ準々決勝のガラタサライSK戦1stレグでは3-0での完封勝利に貢献。マルカのファン投票やアスオンラインなどでチーム最高評価を得、ディディエ・ドログバからは、「ヴァランがまだわずか19歳とは本当に信じられない。彼は自分がこれまで対戦してきた中でも最も優れたDFの1人だ」と賞賛された。しかし、リーガ第35節RCDエスパニョール戦にてムバラク・ワカソとの競り合いで負傷、右足の半月板損傷により長期の離脱を余儀なくされた。
2013-14シーズン、10月2日に行われたチャンピオンズリーググループステージのFCコペンハーゲン戦で5ヶ月ぶりに復帰を果たしたものの、11月の代表戦後に再び同箇所を傷めて戦線離脱。2月2日のリーガ第22節アスレティック・ビルバオ戦でロスタイムに出場して復帰すると、11日のコパ・デル・レイでのアトレティコ・マドリード戦で先発復帰を果たした。2014年9月18日、公式サイトでレアル・マドリードとの契約を2020年まで延長したと発表した。
2016-17シーズンから背番号を2番から5番に変更した。2017年9月27日、レアル・マドリードとの契約を延長した。

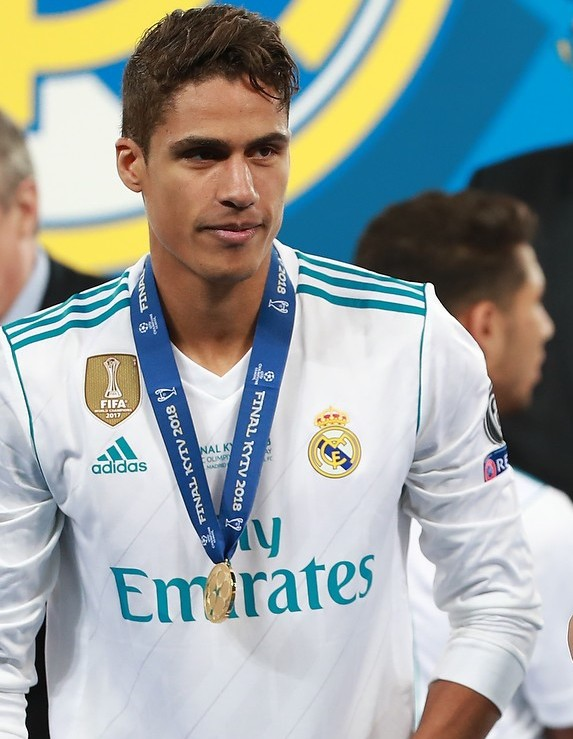
レアル・マドリードでのヴァラン（2018年）

2017-18シーズンはチャンピオンズリーグ3連覇に貢献。1998年のクリスティアン・カランブー、2002年のロベルト・カルロス、2014年のサミ・ケディラに次ぎ4人目となる同年にチャンピオンズリーグ、FIFAワールドカップを制した選手となった。それにより、ルカ・モドリッチやキリアン・エムバペ、アントワーヌ・グリーズマンらとともにバロンドールの有力候補の一人と目された。バロンドールはチームメイトであるモドリッチが受賞したものの、FIFA/FIFProワールドイレブンやUEFAチーム・オブ・ザ・イヤーに初めて選出された。

### マンチェスター・ユナイテッド
2021年7月27日、マンチェスター・ユナイテッドFCは、ヴァランの移籍に関してレアル・マドリードと基本合意に達したことを発表した。2021年8月14日、2021-22シーズンのプレミアリーグ開幕節にヴァランが背番号19番のユニフォームを持って現れることでマンチェスター・ユナイテッドは正式に加入を発表した。契約期間は2025年6月末まで。第35節のブレントフォード戦移籍後初ゴールを挙げた。
移籍当初は苦しんだが、エリック・テン・ハフ体制になると新加入のリサンドロ・マルティネスと強固な守備を構築し、マンチェスター・ユナイテッド6年ぶりのタイトルであるカラバオ・カップ獲得に貢献した。しかしその後はヴァラン自身のスピードやフィジカルの衰えに加えハリー・マグワイアの復調、マグワイアのパートナーとしてヴィクトル・リンデロフやジョニー・エヴァンズがより左足の精度に優れることなどからセンターバックの序列を下げ、出場機会を減らした。
2024年5月14日、契約満了に伴いクラブからの退団が発表された。

### コモ1907
2024年7月28日、セスク・ファブレガスが監督を務めるコモ1907への加入が発表された。契約期間は2026年6月末までの2年間。8月11日、コッパ・イタリアのUCサンプドリア戦に先発出場し、移籍後初出場を果たしたが、前半23分に負傷により交代した。負傷により、セリエAの登録選手リストから外れたことが報じられた。
2024年9月25日、現役引退を表明した。

## フランス代表

### U-18フランス代表
世代別フランス代表にはU-17代表で初招集されたが、この時は出場機会がなかった。2010年8月24日、U-18デンマーク代表との親善試合(2-0)でU-18フランス代表デビューし、この試合でチームの2点目を決めた。RCランスのトップチームでの出場機会が増え、その後は代表招集の辞退が続いた結果、イスラエルで開催されたTournoi de Limogesには出場できなかった。

### U-21フランス代表
2011年2月3日にはU-21スロバキア代表との親善試合のためにU-21フランス代表に初招集され、ヴァランはこの招集を「大きなサプライズ」と表現した。このU-21スロバキア代表戦でデビューし、フル出場して3-1の勝利を収めた。11月15日のU-21欧州選手権予選スロバキア戦では、このカテゴリで初得点をマーク。2012年8月にはディディエ・デシャン率いるフル代表にも招集されたが、出場機会はなかった。

### フランスA代表

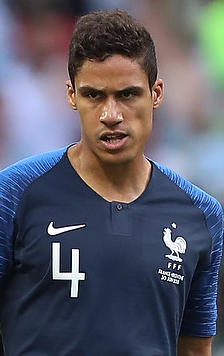
フランス代表でのヴァラン (2018年)

2013年3月22日に行われた2014 FIFAワールドカップ・ヨーロッパ予選のジョージア代表戦でポール・ポグバと共にA代表デビューを果たし、先発フル出場した。4日後のスペイン代表戦にも出場したが、怪我によりそれ以降の試合を欠場。予選はスペインが勝ち抜きを決め、フランスはプレーオフでウクライナ代表と試合をすることとなった。アウェーのオリンピスキ・スタジアムで行われた第1戦も欠場し、フランスは0-2で敗れた。スタッド・ド・フランスでの第2戦にはヴァランも出場し、逆転でFIFAワールドカップの出場権を獲得した。しかし、この試合でヴァランは再び負傷してしまった。本大会ではベスト8でドイツに敗れたが、フランスの5試合全てに出場した。
2014年11月18日に行われたスウェーデン代表との親善試合で代表で初の主将を務め、後半に代表初得点を挙げた。
2016年、レアル・マドリードでの練習中に左足大腿二頭筋を負傷し、EURO 2016を欠場した。
2018FIFAワールドカップロシア大会ではレギュラーの座を勝ち取り、フランス代表の優勝に貢献した。同大会では準々決勝ウルグアイ戦で先制ゴールを挙げるなど攻守共にチームを牽引し、ベストイレブンにも選出された。
ワールドカップカタール大会には10月に負った怪我で出場さえ危ぶまれていたが、初戦のオーストラリア戦を欠場するも、全7試合中6試合に先発出場し、決勝でアルゼンチンに敗れて2連覇はならなかった。大会終了後に代表チームからの引退を宣言した。

## 個人成績

### クラブ
2022-23シーズン終了時点
| クラブ                       | シーズン     | リーグ戦       | リーグ戦 | リーグ戦 | 国内カップ | 国内カップ | リーグカップ | リーグカップ | 国際大会 | 国際大会 | その他 | その他 | 合計 | 合計 |
| クラブ                       | シーズン     | ディビジョン   | 出場     | 得点     | 出場       | 得点       | 出場         | 得点         | 出場     | 得点     | 出場   | 得点   | 出場 | 得点 |
| ---------------------------- | ------------ | -------------- | -------- | -------- | ---------- | ---------- | ------------ | ------------ | -------- | -------- | ------ | ------ | ---- | ---- |
| RCランス                     | 2010-11      | リーグ・アン   | 23       | 2        | 1          | 0          | 0            | 0            | -        | -        | -      | -      | 24   | 2    |
| レアル・マドリード           | 2011-12      | ラ・リーガ     | 9        | 1        | 2          | 1          | -            | -            | 4        | 0        | 0      | 0      | 15   | 2    |
| レアル・マドリード           | 2012-13      | ラ・リーガ     | 15       | 0        | 7          | 2          | -            | -            | 11       | 0        | 0      | 0      | 33   | 2    |
| レアル・マドリード           | 2013-14      | ラ・リーガ     | 14       | 0        | 2          | 0          | -            | -            | 7        | 0        | 0      | 0      | 23   | 0    |
| レアル・マドリード           | 2014-15      | ラ・リーガ     | 27       | 0        | 4          | 2          | -            | -            | 12       | 0        | 3      | 0      | 46   | 2    |
| レアル・マドリード           | 2015-16      | ラ・リーガ     | 26       | 0        | 0          | 0          | -            | -            | 7        | 0        | -      | -      | 33   | 0    |
| レアル・マドリード           | 2016-17      | ラ・リーガ     | 23       | 1        | 3          | 1          | -            | -            | 10       | 2        | 3      | 0      | 39   | 4    |
| レアル・マドリード           | 2017-18      | ラ・リーガ     | 27       | 0        | 1          | 0          | -            | -            | 11       | 0        | 5      | 0      | 44   | 0    |
| レアル・マドリード           | 2018-19      | ラ・リーガ     | 32       | 2        | 4          | 0          | -            | -            | 4        | 0        | 3      | 0      | 43   | 2    |
| レアル・マドリード           | 2019-20      | ラ・リーガ     | 32       | 2        | 1          | 1          | -            | -            | 8        | 0        | 2      | 0      | 43   | 3    |
| レアル・マドリード           | 2020-21      | ラ・リーガ     | 31       | 2        | 0          | 0          | -            | -            | 9        | 0        | 1      | 0      | 41   | 2    |
| レアル・マドリード           | 通算         | 通算           | 236      | 8        | 24         | 7          | -            | -            | 83       | 2        | 17     | 0      | 360  | 17   |
| マンチェスター・ユナイテッド | 2021-22      | プレミアリーグ | 22       | 1        | 2          | 0          | 0            | 0            | 5        | 0        | -      | -      | 29   | 1    |
| マンチェスター・ユナイテッド | 2022-23      | プレミアリーグ | 24       | 0        | 3          | 0          | 2            | 0            | 5        | 0        | -      | -      | 34   | 0    |
| マンチェスター・ユナイテッド | 通算         | 通算           | 46       | 1        | 5          | 0          | 2            | 0            | 10       | 0        | -      | -      | 63   | 1    |
| キャリア通算                 | キャリア通算 | キャリア通算   | 305      | 11       | 30         | 7          | 2            | 0            | 93       | 2        | 17     | 0      | 447  | 20   |

### 代表
出場大会
- フランス代表

2014年 - 2014 FIFAワールドカップ (ベスト8)
2018年 - 2018 FIFAワールドカップ（優勝）
2021年 - UEFA EURO 2020（ベスト16）
2022年 - 2022 FIFAワールドカップ（準優勝）
試合数
- 国際Aマッチ 93試合 5得点（2013年-2022年）[65]

| フランス代表 | 国際Aマッチ | 国際Aマッチ |
| 年           | 出場        | 得点        |
| ------------ | ----------- | ----------- |
| 2013         | 4           | 0           |
| 2014         | 13          | 1           |
| 2015         | 10          | 1           |
| 2016         | 8           | 0           |
| 2017         | 5           | 0           |
| 2018         | 14          | 1           |
| 2019         | 10          | 2           |
| 2020         | 7           | 0           |
| 2021         | 12          | 0           |
| 2022         | 10          | 0           |
| 通算         | 93          | 5           |

得点
| #  | 開催日         | 開催地                                             | 対戦国       | スコア | 結果 | 大会                    |
| -- | -------------- | -------------------------------------------------- | ------------ | ------ | ---- | ----------------------- |
| 1. | 2014年11月18日 | マルセイユ、スタッド・ヴェロドローム               | スウェーデン | 1–0    | 1–0  | 親善試合                |
| 2. | 2015年3月26日  | サン＝ドニ、スタッド・ド・フランス                 | ブラジル     | 1–0    | 1–3  | 親善試合                |
| 3. | 2018年7月6日   | ニジニ・ノヴゴロド、ニジニ・ノヴゴロド・スタジアム | ウルグアイ   | 1–0    | 2–0  | 2018 FIFAワールドカップ |
| 4. | 2019年3月22日  | ジンブル・スタジアム                               | モルドバ     | 0-2    | 1-4  | UEFA EURO 2020予選      |
| 5. | 2019年11月14日 | サン＝ドニ、スタッド・ド・フランス                 | モルドバ     | 1-1    | 2-1  | UEFA EURO 2020予選      |

## タイトル

### クラブ
レアル・マドリード
- プリメーラ・ディビシオン：3回 (2011-12, 2016-17, 2019-20)
- スーペルコパ・デ・エスパーニャ：3回 (2012, 2017, 2019)
- コパ・デル・レイ：2013-14
- UEFAチャンピオンズリーグ：4回 (2013-14, 2015-16, 2016-17, 2017-18)
- UEFAスーパーカップ：3回 (2014, 2016, 2017)
- FIFAクラブワールドカップ：4回 (2014, 2016, 2017, 2018)

マンチェスター・ユナイテッドFC
- EFLカップ : 2022-23

### 代表
- FIFAワールドカップ : 2018
- UEFAネーションズリーグ : 2020-21

### 個人
- UEFAチャンピオンズリーグ優秀選手：2017-18
- FIFAワールドカップ ドリームチーム： 2018[66]
- FIFA/FIFProワールドイレブン：2018
- UEFAチーム・オブ・ザ・イヤー：2018